# ام‌وی مونتا
ام‌وی مونتا (به انگلیسی: MV Moonta) یک کشتی اقیانوس‌پیماست که در ابتدا به عنوان کشتی مسافربری ساحلی استرالیایی در سال ۱۹۳۱ ساخته شد.
این کشتی بعدها به عنوان یک کازینوی محصور در خشکی در فرانسه به عنوان یک جاذبه توریستی استفاده شد.